# Feaella perreti
Espèce
Feaella perreti est une espèce de pseudoscorpions de la famille des Feaellidae.

## Distribution
Cette espèce est endémique du Kenya. Elle se rencontre dans les Shimba Hills.

## Description
Les mâles mesurent de 1,42 à 1,49 mm et les femelles de 1,61 à 1,72 mm.

## Étymologie
Cette espèce est nommée en l'honneur de Jean-Luc Perret.

## Publication originale
- Mahnert, 1982 : Die Pseudoskorpione (Arachnida) Kenyas 2. Feaellidae; Cheiridiidae. Revue Suisse de Zoologie, vol. 89, no 1, p. 115-134 (texte intégral).